# Гигантска ровеща хлебарка
Гигантските ровещи хлебарки (Macropanesthia rhinoceros) са вид насекоми от семейство Гигантски хлебарки (Blaberidae).
Ендемит са за Австралия. 
Таксонът е описан за пръв път от Анри дьо Сосюр през 1895 година.